# Clarice Lispector
Clarice Lispector (Tsjetsjelnik (Oekraïne), 10 december 1920 – Rio de Janeiro, 9 december 1977) was een Braziliaans schrijfster en journaliste.

## Biografie
Ze werd geboren in een Joods gezin in Oekraïne, maar toen ze twee maanden oud was, werd haar vader verbannen en emigreerden ze naar Brazilië. Ze verloor haar moeder toen ze negen jaar oud was. Ze groeide op in Recife maar verhuisde in 1934 met haar familie naar Rio de Janeiro waar ze haar school afmaakte en afstudeerde in rechten. Ze ging werken als lerares en werkte bij twee tijdschriften. Met haar ouders sprak ze Jiddisch, maar ze was de eerste van haar familie die Portugees leerde.
In 1943 trouwde ze met Maury Gurgel Valente, die als diplomaat ging werken. In datzelfde jaar begon ze aan haar eerste boek "Perto do coração selvagem" dat in 1944 werd uitgebracht. Een jaar later ontving ze hiervoor de Graça-Aranha-prijs. 
Aangezien haar echtgenoot als diplomaat naar verschillende landen werd gestuurd verhuisde ze verschillende keren. Zo woonde ze in Napels (1944-1945), Bern (1945-1949) en Washington (1952-1959). In 1949 werd haar zoon geboren. In 1953 kwam haar tweede zoon ter wereld. In de Verenigde Staten publiceerde ze in het tijdschrift Senhor. Na haar scheiding in 1959 vertrok ze met haar zoons naar Rio de Janeiro waar ze ging werken als journaliste en vertaalster. Ook kreeg ze een column in Correio da Manhã en Jornal do Brasil.
In 1967 vloog haar huis op de eerste verdieping in brand doordat ze met een brandende sigaret in slaap gevallen was. Ze probeerde nog enkele boeken en manuscripten te redden. Sindsdien kon ze met haar rechterhand alleen met pijn schrijven.
Ze stierf op 9 december 1977 aan kanker, een dag voor haar 57e verjaardag.
In 2009 publiceerde biograaf Benjamin Moser het boek Why This World – A Biography of Clarice Lispector.

## Werk
Romans
- Perto do Coração Selvagem (1946)
- A Cidade Sitiada (1949)
- A Maçã no Escuro (1961)
- A Paixão segundo G.H. (1964) - De passie volgens G.H. (vertaling 2018)
- Uma Aprendizagem ou O Livro dos Prazeres (1969)
- Água Viva (1973)
- A hora da Estrela (1977) - Het uur van de ster (vertaling 1988)
- Um Sopro de Vida (1978)

Korteverhalenbundels
- Alguns contos (1952)
- Laços de família (1960) - Familiebanden (vertaling 1989)
- A Legião estrangeira (1964)
- Felicidade clandestina (1971)
- A imitação da rosa (1973)
- A Via-crucis do corpo (1974)
- Onde estivestes de noite (1974)
- Para não esquecer (1978)
- A Bela e a fera (1979)

Kinderliteratuur
- O Mistério do Coelho Pensante (1967)
- A mulher que matou os peixes (1968)
- A Vida Íntima de Laura (1974)
- Quase de verdade (1978)
- Como nasceram as estrelas: Doze lendas brasileiras (1987)

Journalistiek en andere korte verhalen
- A Descoberta do Mundo (1984)
- Visão do esplendor (1975)
- De corpo inteiro (1975)
- Aprendendo a viver (2004)
- Outros escritos (2005)
- Correio feminino (2006)
- Entrevistas (2007) – Interviews.

Correspondentie
- Cartas perto do coração (2001)
- Correspondências (2002)
- Minhas queridas (2007)

Werk in Nederlandse vertaling
- De ontdekking van de wereld – Kronieken (2016). Keuze, vertaling en nawoord Harrie Lemmens
- Het uur van de ster – Roman (2017). Vertaling Adri Boon, nawoord Colm Tóibín
- De passie volgens G.H. – Roman (2018). Vertaling en nawoord Harrie Lemmens
- Alle verhalen (2019). Vertaling Adri Boon, samenstelling en inleiding Benjamin Moser
- Mijn lievelingen – Brieven 1940-1959 (2021). Vertaling en nawoord Adri Boon